# Yusmidia Solano Suarez
Yusmidia Solano Suarez (El Carmen de Bolívar, Bolívar, 22 de octubre de 1959) es una investigadora social y feminista colombiana. 
Realizó sus estudios universitarios en Contaduría Pública y más tarde se doctoró en Estudios de Mujeres y de Género en la Universidad de Granada, España. Es profesora de la Universidad Nacional de Colombia. En la academia ha documentado e investigado la situación de las mujeres y las relaciones de género en el Caribe, de lo cual tiene varias publicaciones en libros y revistas. Sus libros más reconocidos son: Regionalización y Movimiento de Mujeres: Procesos en el Caribe Colombiano (2006), Ensayos sobre Mujeres y Relaciones de Género en el Caribe (2012) y Cambios Sociales y Culturales en el Caribe colombiano. Perspectivas Críticas de las Resistencias (2016). (Editora).

## Biografía
Realiza sus estudio de Contaduría Pública en la Universidad Nacional de Colombia en la sede Bogotá, los cuales finaliza en abril de 1990 e inicia sus estudios de maestría en Economía Agraria de la cual se gradúa dos años más tarde. Su formación académica la complementa con la especialización en Teorías, Métodos y Técnicas en Investigación Social en la Universidad del Magdalena (Ascun-Icfes) y el Diploma Superior Género y Políticas Públicas en la Facultad Latinoamericana de Ciencias Sociales, además es Diplomada en Planificación del Desarrollo Regional (Universidad de los Andes-Universidad del Magdalena). Sus estudios de doctorado en Estudios de las Mujeres y de Género los realizó en la Universidad de Granada en España.
En 2003 se vincula como profesora a la Universidad Nacional de Colombia sede Caribe adscrita al Instituto de Estudios Caribeños, en la cual ha desempeñado cargos de Coordinadora de Investigaciones, Directora Revista Cuadernos del Caribe, Coordinadora de la Maestría en Estudios del Caribe y Coordinadora del Observatorio de Procesos Sociales.
En paralelo con la docencia y la investigación ha mantenido una fuerte conexión con el activismo social, dedicando parte de su vida a la conformación de grupos y redes de mujeres, tanto del Caribe insular y continental colombiano como del resto del país. Dentro de su trayectoria activista se destaca su participación en la Red de Mujeres del Caribe, de la que fue una de sus fundadoras en 1994. Desde dicha Red se han impulsado las luchas de las mujeres caribeñas por su autonomía, el reconocimiento de sus derechos y su protagonismo. Sumado a lo anterior, ha participado en la IV Conferencia Mundial de las Mujeres en Beijing, China en 1995; en los foros de AWID en Tailandia en 2005 y Turquía en 2012. Participó desde Iniciativas de Mujeres por la Paz-IMP, en la construcción de la Agenda de Mujeres por la Paz, refrendada en la Constituyente Emancipatoria de Mujeres en 2002. Desde 2015 hace parte de la Colectiva Feministas Emancipatorias, conformada por feministas de varias ciudades del país, entre las cuales estaban en ese año Marìa Elsy Sandoval, Osana Medina, Solsuleidy Gaitán, Elizabeth Quiñónez, Diana Marcela Gómez, Ángela María Rodríguez, Alejandra Coy, Ofelia Fernández, Mónica Durán, Audes Jiménez, Silvia Elena Torres, Shirley Cotrell e Indira Atencio.